# Janaína Riva
Janaína Greyce Riva Fagundes, mais conhecida como Janaína Riva (Juara, 27 de janeiro de 1989), é uma empresária e política brasileira, filiada ao partido Movimento Democrático Brasileiro (MDB).
Ela é filha do ex-deputado José Riva e de Janete Riva.

## Carreira política
No ano de 2014, Janaína Riva foi eleita deputada estadual pelo Partido Social Democrático (PSD). No âmbito nacional. 
No ano de 2016, deixou o PSD filiou-se ao Partido do Movimento Democrático Brasileiro (PMDB) em cerimônia realizada em Brasília, com a presença do então vice-presidente da República, Michel Temer, o senador Eunício Oliveira e os deputados Carlos Bezerra e Valtenir Pereira.
Única mulher na Assembleia Legislativa de Mato Grosso (ALMT), foi opositora do ex-governador Pedro Taques (PSDB).
Em outubro de 2018, foi a deputada estadual mais bem votada do estado com 51.546 votos. Com o pedido de licença do então presidente Eduardo Botelho, assumiu a presidência da Assembleia Legislativa do estado, tornando-se a primeira mulher a ocupar o cargo.
No ano de 2020, recebeu a Medalha Ciência e Justiça de Honra, da uma honraria da Perícia Oficial e Identificação Técnica do Estado (Politec) para personalidades que tenham prestado relevantes serviços ou contribuído para o engrandecimento da Instituição e é também homenageada pela coordenação do Serviço de Atendimento Móvel de Urgência  (Samu) por sua contribuição na defesa da instituição.
Na eleição de 2022, foi reeleita para um novo mandato como deputada estadual, sendo a mais votada no pleito. No âmbito nacional, apoiou Jair Bolsonaro (PL), na eleição presidencial de 2022, que o então presidente foi derrotado por Luiz Inácio Lula da Silva (PT). No primeiro turno, sinalizou apoio a candidata de seu partido, Simone Tebet, após apelo do presidente da sigla, Baleia Rossi..
Janaina entrou para história de Mato Grosso ao ser a única mulher a ser eleita deputada estadual três vezes consecutivas, sendo nas duas últimas eleições a parlamentar mais votada dentre os eleitos. 

### Desempenho eleitoral
| Ano  | Cargo                            | Partido | Votos  | Resultado | Ref.   |
| ---- | -------------------------------- | ------- | ------ | --------- | ------ |
| 2014 | Deputada estadual de Mato Grosso | PSD     | 48.171 | Eleita    | [ 17 ] |
| 2018 | Deputada estadual de Mato Grosso | MDB     | 51.546 | Eleita    | [ 18 ] |
| 2022 | Deputada estadual de Mato Grosso | MDB     | 82.124 | Eleita    | [ 19 ] |

## Reconhecimentos
- 2020: A Medalha Ciência e Justiça de Honra, da Perícia Oficial e Identificação Técnica do Estado (Politec). [20]